# Hipposideros semoni
Hipposideros semoni is een vleermuis uit het geslacht Hipposideros die voorkomt in Zuidoost-Nieuw-Guinea en Noordoost-Australië. In Australië komt hij voor langs de oostkust van Queensland van de punt van het Kaap York-schiereiland tot Cairns, met geïsoleerde populaties verder in het zuiden bij Maryborough en de Kroombit Tops. Hij komt voor in allerlei vegetatietypes, van regenwoud tot savanne.
H. semoni is een kleine Hipposideros met een lange staart en grote, smalle, puntige oren. De lange vacht is aan de bovenkant van het lichaam grijsbruin en aan de onderkant lichter. De kop-romplengte bedraagt 39 tot 49 mm, de voorarmlengte 44,5 tot 50,5 mm, de oorlengte 17 tot 22 mm en het gewicht 5,7 tot 8,7 g.
H. semoni is een solitaire soort. Het dier slaapt op allerlei plaatsen - vaak in grotten of mijnen, maar soms ook in gebouwen, tot ovens en autodeuren toe. Deze soort vliegt langzaam, wendbaar en op kleine hoogte (niet meer dan twee meter boven de grond). In november wordt een enkel jong geboren.
Hipposideros abae · Himalayarondbladneus (Hipposideros armiger) · Hipposideros ater · Hipposideros beatus · Hipposideros bicolor · Hipposideros boeadii · Hipposideros breviceps · Gewone rondbladneus (Hipposideros caffer) · Hipposideros calcaratus · Hipposideros camerunensis · Hipposideros cervinus · Hipposideros cineraceus · Reuzenrondbladneus (Hipposideros commersoni) · Hipposideros coronatus · Hipposideros corynophyllus · Hipposideros coxi · Hipposideros crumeniferus · Hipposideros curtus · Hipposideros cyclops · Hipposideros demissus · Hipposideros diadema · Hipposideros dinops · Hipposideros doriae · Hipposideros durgadasi · Hipposideros dyacorum · Hipposideros edwardshilli · Hipposideros fuliginosus · Hipposideros fulvus · Hipposideros galeritus · Hipposideros gigas · Hipposideros grandis · Hipposideros halophyllus · Hipposideros hypophyllus · Hipposideros inexpectatus · Hipposideros inornatus · Jonesrondbladneus (Hipposideros jonesi) · Hipposideros khaokhouayensis · Hipposideros khasiana · Hipposideros lamottei · Hipposideros lankadiva · Hipposideros larvatus · Hipposideros lekaguli · Hipposideros lylei · Hipposideros macrobullatus · Hipposideros madurae · Hipposideros maggietaylorae · Hipposideros marisae · Hipposideros megalotis · Hipposideros muscinus · Maleise rondbladvleermuis (Hipposideros nequam) · Hipposideros obscurus · Hipposideros orbiculus · Hipposideros papua · Hipposideros pelingensis · Hipposideros pomona · Hipposideros pratti · Hipposideros pygmaeus · Hipposideros ridleyi · Hipposideros rotalis · Hipposideros ruber · Hipposideros scutinares · Hipposideros semoni · Hipposideros sorenseni · Schneiders rondbladneus (Hipposideros speoris) · Hipposideros stenotis · Hipposideros sumbae · Hipposideros thomensis · Hipposideros turpis · Hipposideros vittatus · Hipposideros wollastoni